# All Things to All People
All Things to All People er det andet album fra den danske elektrorock band trio, Carpark North, med hits som "Best Day" og "Human". Det udkom i 2005.

## Spor
1. "Berlin"
2. "Human"
3. "Best Day"
4. "Fireworks"
5. "Run"
6. "Song About Us"
7. "Newborn"
8. "Rest"
9. "The Beasts"
10. "Heart Of Me"